# Джексон (Міссурі)
Джексон (англ. Jackson) — місто (англ. city) в США, в окрузі Кейп-Джірардо штату Міссурі. Населення — 15 481 особа (2020).

## Географія
Джексон розташований за координатами 37°22′48″ пн. ш. 89°39′15″ зх. д. / 37.38000° пн. ш. 89.65417° зх. д. (37.379922, -89.654073).  За даними Бюро перепису населення США в 2010 році місто мало площу 28,40 км², з яких 28,34 км² — суходіл та 0,05 км² — водойми.

## Демографія
Згідно з переписом 2010 року, у місті мешкало 13 758 осіб у 5496 домогосподарствах у складі 3827 родин. Густота населення становила 484 особи/км².  Було 5835 помешкань (205/км²).
Расовий склад населення:
| - 95,8 % — білих - 1,6 % — чорних або афроамериканців - 0,6 % — азіатів - 0,3 % — корінних американців |

До двох чи більше рас належало 1,4 %. Частка іспаномовних становила 1,2 % від усіх жителів.
За віковим діапазоном населення розподілялося таким чином: 25,6 % — особи молодші 18 років, 59,2 % — особи у віці 18—64 років, 15,2 % — особи у віці 65 років та старші. Медіана віку мешканця становила 37,3 року. На 100 осіб жіночої статі у місті припадало 88,8 чоловіків;  на 100 жінок у віці від 18 років та старших — 84,3 чоловіків також старших 18 років.
Середній дохід на одне домашнє господарство  становив 69 870 доларів США (медіана — 52 752), а середній дохід на одну сім'ю — 78 098 доларів (медіана — 60 549). Медіана доходів становила 47 073 долари для чоловіків та 32 222 долари для жінок. За межею бідності перебувало 13,0 % осіб, у тому числі 20,6 % дітей у віці до 18 років та 13,1 % осіб у віці 65 років та старших.
Цивільне працевлаштоване населення становило 6811 осіб. Основні галузі зайнятості: освіта, охорона здоров'я та соціальна допомога — 30,4 %, виробництво — 13,1 %, роздрібна торгівля — 12,0 %.